# Sauge
Sauge je obec v okrese Bernský Jura v kantonu Bern ve Švýcarsku. Žije zde 815 obyvatel.
Obec vznikla k 1. lednu 2014 sloučením doposud samostatných obcí Plagne a Vauffelin.

## Geografie
K obci patří také vesnice Frinvillier.

## Historie
Obec Sauge vznikla 1. ledna 2014 sloučením dříve samostatných obcí Plagne a Vauffelin.